# K-111 (軍用車両)
K-111 1/4tトラック（K-111 1/4톤 트럭）は、大韓民国の亜細亜自動車(起亜に吸収)で開発・製造され、1978年から大韓民国国軍によって運用された小型軍用車両である。K111やKM410等の名称が使用される場合もある。

## 概要

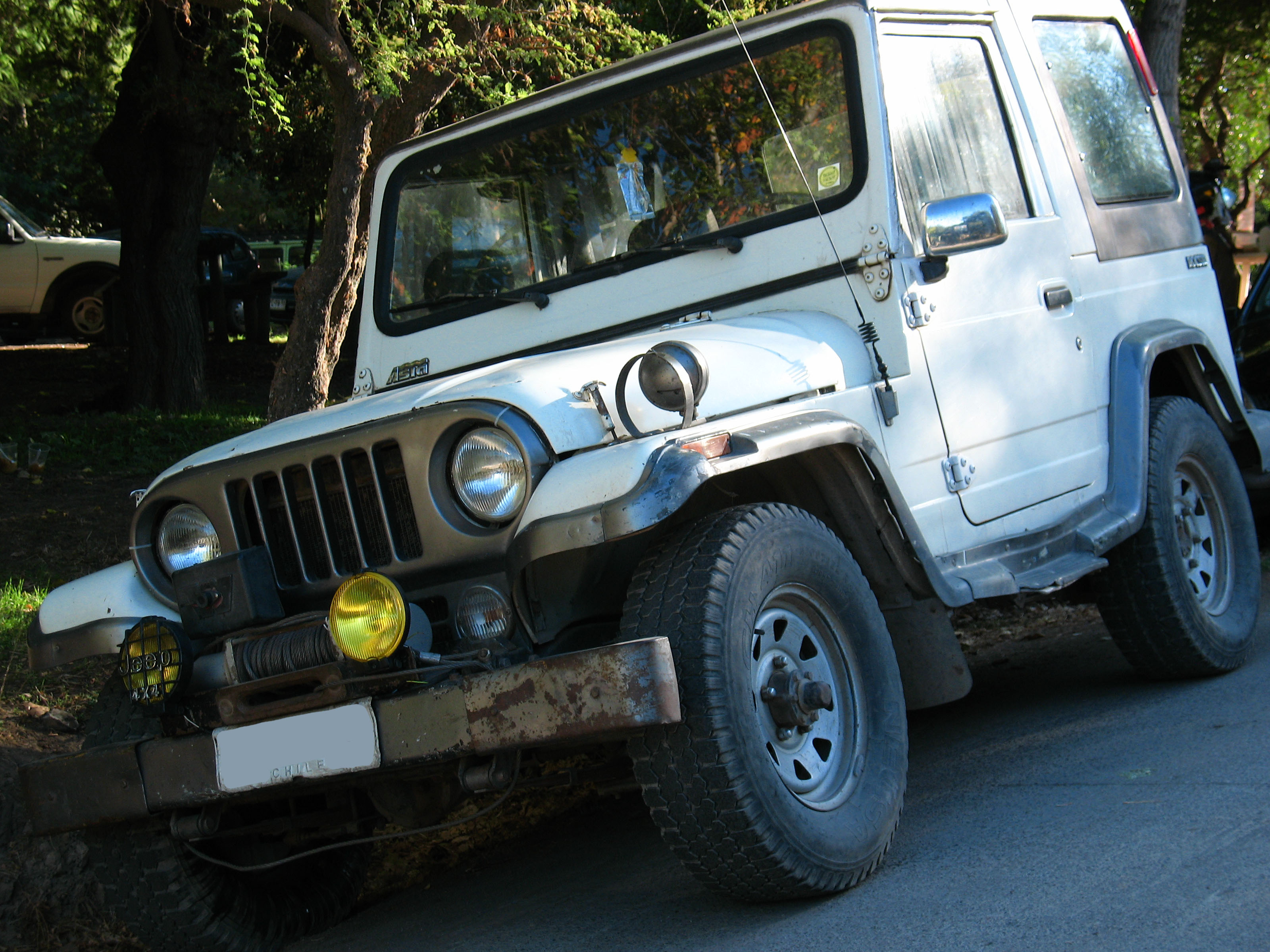
民生用のアジア・ロクスタ、1994年型

大韓民国国軍では朝鮮戦争以降、アメリカ合衆国からの援助として無償提供されたM606（ウィリス製ジープ）を運用しており、K-111はそのM606を基として開発された。1980年代に入ると用途に応じた複数のバリエーションが軍に納入され
、1990年代には民間向けとしてエンジンを元のガソリンエンジン（当時、起亜自動車で現地製造されていたマツダ・T2000のエンジンを改良したもの）からディーゼルエンジンに変更したアジア・ロクスタも販売され、ロクスタはアジアがキアに吸収されるまえに生産終了となっている。
1997年からは後継のK-131が軍の主力車両として配備され始めたことから、無反動砲を搭載した車両など特殊な用途のものを除いては退役していると見られる。
また、一部の車両は統一安保公園や巨済捕虜収容所遺跡公園などで展示されている。

## バリエーション

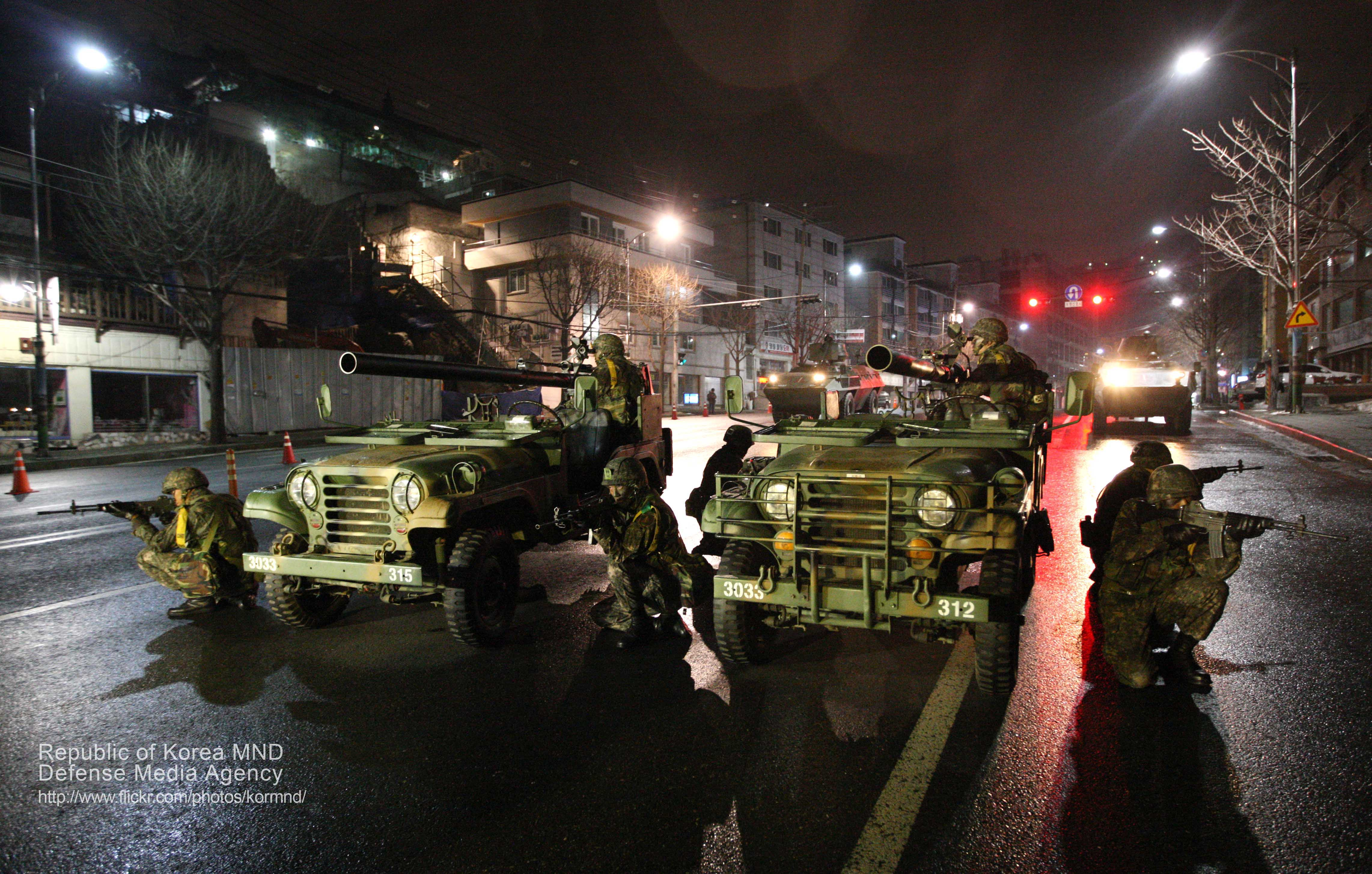
軍事演習で未明のソウル市街に展開した、大韓民国陸軍首都防衛司令部所属のK-116（2013年1月13日撮影）

K-111
基本形。
K-112
TOW対戦車ミサイルの弾薬運搬車両。1980年から配備開始。
K-113
TOW対戦車ミサイル搭載車両。1980年から配備開始。
K-114
貨物輸送車両。1980年から配備開始。
K-115
救急車。1980年から配備開始。
K-116
106mm無反動砲搭載車両。1980年から配備開始。
K-117
サーチライト搭載車両。1982年から配備開始。

## 運用国
- 大韓民国
- チャド - 現在もチャド軍の一線級部隊で運用中。[4]

## 登場作品
特に光州事件を扱った作品において頻繁に登場する。

### ドラマ
『第5共和国』

### 映画
『光州5・18』

### ゲーム
『Wargame： Red Dragon』